# Point Blank (album av Bonfire)
Point Blank är det tredje studioalbumet av den tyska hårdrocksgruppen Bonfire från 1989. De flesta låtarna är skrivna av Claus Lessmann och Hans Ziller samt den nya gitarristen Angel Schleifer, men man har även haft hjälp i låtskrivandet av bland annat Jack Ponti, Joe Lynn Turner och Desmond Child.
Under inspelningen av "Point Blank" lämnade gitarristen Hans Ziller bandet på grund av en del inre stridigheter, dock valde bandet att behålla de låtar som Zeller hade varit med och skrivit till skivan.
Bonfire har aldrig legat på den amerikanska billboardlistan med Point Blank. 2009 kom det en remastrad version av Point Blank som innehöll ett flertal av låtarna i liveversioner också.

## Låtlista
| Nr  | Titel                       | Kompositör                                                                     | Längd |
| --- | --------------------------- | ------------------------------------------------------------------------------ | ----- |
| 1.  | Bang Down the Door          | Halligan Jr, Schleifer, Lessmann, Ziller                                       | 3:19  |
| 2.  | Waste No Time               | Deisinger, Schleifer, Lessmann                                                 | 3:13  |
| 3.  | Hard On Me                  | Ponti, Swirsky, Schleifer, Lessmann, Ziller, Deisinger, Patrik                 | 3:07  |
| 4.  | Why Is It Never Enough      | Ziller, Lessmann                                                               | 4:11  |
| 5.  | Tony's Roulette             | Ziller, Lessmann                                                               | 4:45  |
| 6.  | Minestrone                  | Horst Maier-Thorn, Patrik                                                      | 0:57  |
| 7.  | You're Back                 | Deisinger, Schleifer, Lessmann                                                 | 3:10  |
| 8.  | Look of Love                | Deisinger, Schleifer, Lessmann                                                 | 4:41  |
| 9.  | The Price of Loving You     | Child, Schleifer, Lessmann                                                     | 3:04  |
| 10. | Freedom Is My Belief        | Ziller, Lessmann                                                               | 3:42  |
| 11. | Gimme Some                  | Ponti, Keeling, Bulen, Wagener, Lessmann, Deisinger, Schleifer, Patrik, Ziller | 3:16  |
| 12. | Say Goodbye                 | Ziller, Lessmann                                                               | 3:42  |
| 13. | Never Surrender             | Deisinger, Schleifer, Lessmann                                                 | 5:00  |
| 14. | (20th Century) Youth Patrol | Ziller, Lessmann                                                               | 3:24  |
| 15. | Jungle Call                 | Maier-Thorn                                                                    | 0:30  |
| 16. | Know Right Now              | Deisinger, Schleifer, Lessmann                                                 | 3:52  |
| 17. | Who's Foolin' Who           | Ribler, Schleifer, Lessmann, Ziller                                            | 3:56  |

## Cover
1991 spelade Desmond Child in en cover på låten "The Price of Loving You" på sitt album "Discipline". Det är även en låt som han har varit med och skrivit.

## Bandmedlemmar
- Claus Lessmann - sång
- Hans Ziller - gitarr & bakgrundssång
- Angel Schleifer - gitarr & bakgrundssång
- Jörg Deisinger - bas & bakgrundssång
- Edgar Patrik - trummor & bakgrundssång